# Поляне (Церкно)
Поляне (словен. Poljane) — невелике селище на дорозі від Церкно до Долені Новакі, Регіон Горішка, Словенія. Висота над рівнем моря: 500.6 м. 